# Mistrzostwa Świata w Łyżwiarstwie Szybkim w Wieloboju Sprinterskim 2012
43. Mistrzostwa świata w łyżwiarstwie szybkim w wieloboju sprinterskim odbyły się w Calgary, w Kanadzie w dniach 28–29 stycznia 2012. Zawodnicy dwukrotnie startowali na dystansie 500 i 1000 metrów. Do czwartego biegu awansowała najlepsza 24 po trzech startach.
Tytuł mistrzyni świata zdobyła reprezentantka Chin Yu Jing, a wśród mężczyzn mistrzem świata został Holender Stefan Groothuis.
Wicemistrzami, którzy nie obronili tytułów mistrzów sprzed roku, zostali reprezentantka Kanady Christine Nesbitt oraz Koreańczyk Lee Kyu-hyeok.

## Uczestnicy
W zawodach wzięło udział 27 łyżwiarek i 34 łyżwiarzy z 20 krajów.
| Państwa biorące udział w mistrzostwach | Państwa biorące udział w mistrzostwach | Państwa biorące udział w mistrzostwach | Państwa biorące udział w mistrzostwach | Państwa biorące udział w mistrzostwach |
| -------------------------------------- | -------------------------------------- | -------------------------------------- | -------------------------------------- | -------------------------------------- |
| Australia                              | Austria                                | Białoruś                               | Chiny                                  | Czechy                                 |
| Finlandia                              | Francja                                | Holandia                               | Japonia                                | Kanada                                 |
| Kazachstan                             | Korea Południowa                       | Łotwa                                  | Niemcy                                 | Norwegia                               |
| Polska                                 | Rosja                                  | Rumunia                                | Stany Zjednoczone                      | Włochy                                 |

## Reprezentacja Polski
- Artur Waś – 14. miejsce (138,805 pkt)

## Wyniki

### Kobiety
| Pozycja | Zawodniczka        | Kraj              | 500 m | 1000 m | 500 m | 1000 m  | Suma pkt. | Strata |
| ------- | ------------------ | ----------------- | ----- | ------ | ----- | ------- | --------- | ------ |
| 01 !    | Yu Jing            | Chiny             | 37.93 | 74.27  | 36.94 | 1:13.47 | 148,610   |        |
| 02 !    | Christine Nesbitt  | Kanada            | 37.35 | 74.82  | 37.89 | 1:12.94 | 148,630   | +0.02  |
| 03 !    | Zhang Hong         | Chiny             | 37.63 | 74.84  | 37.87 | 1:13.97 | 149,705   | +1.10  |
| 4.      | Margot Boer        | Holandia          | 37.71 | 74.89  | 37.83 | 1:14.17 | 149,810   | +1.20  |
| 5.      | Annette Gerritsen  | Holandia          | 37.72 | 74.93  | 37.75 | 1:14.33 | 149.920   | +1.31  |
| 6.      | Heather Richardson | Stany Zjednoczone | 37.67 | 75.00  | 37.85 | 1:14.05 | 150,190   | +1.58  |
| 7.      | Wang Beixing       | Chiny             | 38.15 | 75.23  | 37.32 | 1:15.07 | 150,230   | +1.62  |
| 8.      | Marrit Leenstra    | Holandia          | 38.07 | 75.31  | 38.29 | 1:13.89 | 150,465   | +1.86  |
| 9.      | Jenny Wolf         | Niemcy            | 37.50 | 75.37  | 38.04 | 1:15.61 | 150,670   | +2.06  |
| 10.     | Thijsie Oenema     | Holandia          | 38.09 | 75.55  | 37.88 | 1:14.67 | 150,765   | +2.16  |

### Mężczyźni
| Pozycja | Zawodnik         | Kraj              | 500 m | 1000 m | 500 m | 1000 m  | Suma pkt. | Strata |
| ------- | ---------------- | ----------------- | ----- | ------ | ----- | ------- | --------- | ------ |
| 01 !    | Stefan Groothuis | Holandia          | 34.33 | 68.33  | 34.74 | 1:06.96 | 136.810   |        |
| 02 !    | Lee Kyu-hyeok    | Korea Południowa  | 34.46 | 68.51  | 34.67 | 1:07.99 | 137,000   | +0.19  |
| 03 !    | Mo Tae-bum       | Korea Południowa  | 34.84 | 68.51  | 34.42 | 1:07.99 | 137,080   | +0.27  |
| 4.      | Mika Poutala     | Finlandia         | 34.67 | 68.66  | 34.38 | 1:08.34 | 137,270   | +0.46  |
| 5.      | Shani Davis      | Stany Zjednoczone | 34.62 | 68.72  | 35.02 | 1:07.11 | 137,360   | +0.55  |
| 6.      | Dmitrij Łobkow   | Rosja             | 35.16 | 68.78  | 34.71 | 1:08.40 | 137,420   | +0.61  |
| 7.      | Hein Otterspeer  | Holandia          | 34.72 | 68.99  | 34.48 | 1:08.08 | 137,510   | +0.70  |
| 8.      | Jōji Katō        | Japonia           | 34.54 | 69.07  | 34.45 | 1:08.68 | 137,790   | +0.98  |
| 9.      | Jamie Gregg      | Kanada            | 34.56 | 69.10  | 34.48 | 1:08.23 | 137,855   | +1.05  |
| 10.     | Muncef Ouardi    | Kanada            | 34.69 | 69.25  | 34.69 | 1:08.56 | 138,045   | +1.24  |